# Dionysīs Chiōtīs
Dionysīs Chiōtīs (in greco: Διονύσης Χιώτης; Atene, 4 giugno 1977) è un allenatore di calcio ed ex calciatore greco, preparatore dei portieri dell'Iōnikos.

## Biografia
Nel 2010 ha organizzato una campagna di beneficenza per aiutare Maria Moka, una ragazza di nove anni affetta da una rara forma di cancro, in modo da raccogliere 500.000 euro, necessari a compiere l'intervento chirurgico.
Il 4 dicembre 2014 il portiere annuncia - tramite un post sul proprio account Facebook - che la piccola sta bene e ha superato il tumore, ringraziando tutte le persone che hanno preso parte alla raccolta fondi.

## Carriera

### Club
Ha esordito nell'AEK Atene nella stagione 1997-1998. Dopo due anni in prestito prima all'Ethnikos Pireo e poi al Proodeftiki è tornato all'AEK dove è rimasto per sette stagioni. Dopo una stagione trascorsa al Kerkyra, nel 2008 è stato acquistato dall'APOEL Nicosia. Il 7 marzo 2012 durante il ritorno degli ottavi di Champions League contro Olympique Lyonnais trascina la squadra cipriota ad una storica qualificazione ai quarti, rimanendo imbattuto per tutti i 120' della gara e neutralizzando due calci di rigore.

### Nazionale
Esordisce con la selezione ellenica il 20 novembre 2002 in Grecia-Irlanda (0-0), subentrando nella ripresa al posto di Antōnīs Nikopolidīs. Alla luce delle ottime prestazioni fornite con l'APOEL, il 23 settembre 2011 viene convocato dal CT Fernando Santos in vista degli impegni contro Croazia e Georgia tornando in nazionale dopo nove anni. Assiste i compagni in entrambe le occasioni dalla panchina, senza scendere in campo.

## Statistiche

### Presenze e reti nei club
Statistiche aggiornate al 4 gennaio 2017.
| Stagione         | Squadra          | Campionato       | Campionato | Campionato | Coppe nazionali | Coppe nazionali | Coppe nazionali | Coppe continentali | Coppe continentali | Coppe continentali | Altre coppe | Altre coppe | Altre coppe | Totale | Totale |
| Stagione         | Squadra          | Comp             | Pres       | Reti       | Comp            | Pres            | Reti            | Comp               | Pres               | Reti               | Comp        | Pres        | Reti        | Pres   | Reti   |
| ---------------- | ---------------- | ---------------- | ---------- | ---------- | --------------- | --------------- | --------------- | ------------------ | ------------------ | ------------------ | ----------- | ----------- | ----------- | ------ | ------ |
| 2003-2004        | AEK Atene        | AE               | 7          | -9         | CG              | 0               | 0               | UCL                | 4                  | -7                 | -           | -           | -           | 11     | -16    |
| 2004-2005        | AEK Atene        | AE               | 19         | -13        | CG              | 4               | -3              | CU                 | 2                  | -5                 | -           | -           | -           | 25     | -21    |
| 2005-2006        | AEK Atene        | AE               | 5          | -3         | CG              | 3               | -2              | CU                 | 0                  | 0                  | -           | -           | -           | 8      | -5     |
| 2006-2007        | AEK Atene        | SL               | 5          | -6         | CG              | 1               | -1              | UCL+CU             | 1+0                | 0                  | -           | -           | -           | 7      | -7     |
| Totale AEK Atene | Totale AEK Atene | Totale AEK Atene | 36         | -31        |                 | 8               | -6              |                    | 7                  | -12                |             | -           | -           | 51     | -49    |
| 2007-2008        | Kerkyra          | BE               | 14         | -13        | CG              | 1               | -1              | -                  | -                  | -                  | -           | -           | -           | 15     | -14    |
| 2008-2009        | APOEL            | AK               | 22+6       | -8 + -5    | CC              | 5               | -5              | CU                 | 5                  | -5                 | SC          | 0           | 0           | 38     | -23    |
| 2009-2010        | APOEL            | AK               | 17+6       | -8 + -6    | CC              | 4               | -1              | UCL                | 12                 | -10                | SC          | 0           | 0           | 39     | -25    |
| 2010-2011        | APOEL            | AK               | 23+4       | -15 + -2   | CC              | 2               | -3              | UEL                | 6                  | -4                 | -           | -           | -           | 35     | -23    |
| 2011-2012        | APOEL            | AK               | 11+5       | -7 + -5    | CC              | 2               | -2              | UCL                | 12                 | -9                 | SC          | 1           | 0           | 31     | -23    |
| 2012-2013        | APOEL            | AK               | 3+2        | 0 + -4     | CC              | 3               | -4              | UEL                | 6                  | -5                 | -           | -           | -           | 14     | -13    |
| 2013-2014        | APOEL            | AK               | 2          | -1         | CC              | 7               | -1              | UCL+UEL            | 0+1                | -2                 | SC          | 0           | 0           | 10     | -4     |
| 2014-2015        | APOEL            | AK               | 2+9        | 0 + -13    | CC              | 5               | -2              | UCL                | 0                  | 0                  | SC          | 0           | 0           | 16     | -15    |
| Totale APOEL     | Totale APOEL     | Totale APOEL     | 80+32      | -39 + -35  |                 | 28              | -18             |                    | 42                 | -35                |             | 1           | 0           | 183    | -127   |
| 2015-2016        | Trikala          | FL               | 24         | -16        | CG              | 2               | -1              | -                  | -                  | -                  | -           | -           | -           | 26     | -17    |
| 2016-2017        | Apollōn Smyrnīs  | FL               | 8          | -3         | CG              | 3               | -7              | -                  | -                  | -                  | -           | -           | -           | 11     | -10    |
| Totale carriera  | Totale carriera  | Totale carriera  | 162+32     | -102 + -35 |                 | 42              | -33             |                    | 49                 | -47                |             | 1           | 0           | 286    | -217   |

### Cronologia presenze e reti in nazionale
| Cronologia completa delle presenze e delle reti in nazionale ― Grecia | Cronologia completa delle presenze e delle reti in nazionale ― Grecia | Cronologia completa delle presenze e delle reti in nazionale ― Grecia | Cronologia completa delle presenze e delle reti in nazionale ― Grecia | Cronologia completa delle presenze e delle reti in nazionale ― Grecia | Cronologia completa delle presenze e delle reti in nazionale ― Grecia | Cronologia completa delle presenze e delle reti in nazionale ― Grecia | Cronologia completa delle presenze e delle reti in nazionale ― Grecia |
| Data                                                                  | Città                                                                 | In casa                                                               | Risultato                                                             | Ospiti                                                                | Competizione                                                          | Reti                                                                  | Note                                                                  |
| --------------------------------------------------------------------- | --------------------------------------------------------------------- | --------------------------------------------------------------------- | --------------------------------------------------------------------- | --------------------------------------------------------------------- | --------------------------------------------------------------------- | --------------------------------------------------------------------- | --------------------------------------------------------------------- |
| 20-11-2002                                                            | Atene                                                                 | Grecia                                                                | 0 – 0                                                                 | Irlanda                                                               | Amichevole                                                            | -                                                                     | 46’                                                                   |
| Totale                                                                |                                                                       | Presenze                                                              | 1                                                                     |                                                                       | Reti                                                                  | -0                                                                    |                                                                       |

## Palmarès

### Club

#### Competizioni nazionali
- Coppa di Grecia: 1

AEK Atene: 2001-2002
- Campionato cipriota: 5

APOEL: 2008-2009, 2010-2011, 2012-2013, 2013-2014, 2014-2015
- Coppa di Cipro: 2

APOEL: 2013-2014, 2014-2015
- Supercoppa di Cipro: 5

APOEL: 2008, 2009, 2010, 2011, 2013
- Football League: 1

Apollōn Smyrnīs: 2016-2017